# 1043 (szám)
Az 1043 (római számmal: MXLIII) az 1042 és 1044 között található természetes szám.

## A szám a matematikában
A tízes számrendszerbeli 1043-as a kettes számrendszerben 10000010011, a nyolcas számrendszerben 2023, a tizenhatos számrendszerben 413 alakban írható fel.
Az 1043 páratlan szám, összetett szám, félprím. Kanonikus alakja 71 · 1491, normálalakban az 1,043 · 103 szorzattal írható fel. Négy osztója van a természetes számok halmazán, ezek növekvő sorrendben: 1, 7, 143 és 1043.
Az 1043 huszonkét szám valódiosztó-összegeként áll elő, ezek közül legkisebb a 3117.

## Csillagászat
- 1043 Beate kisbolygó